# 田中智子 (アナウンサー)
田中 智子（たなか ともこ、1978年〈昭和53年〉5月5日 - ）は、フリーアナウンサー。

## 人物
- 香川県坂出市出身。血液型A型。身長171cm。
- 愛称「タナトモ」。
- 坂出商業高等学校・高松大学卒業。
- 第9代ミス坂出
- エフエムセト・エフエムサン・香川テレビ放送網を社員として兼任。退社後はエフエム香川のパーソナリティーオーディションに合格し、フリーアナウンサーとして活動中。

## 出演番組
エフエムサン
- Weekdayみっくす　他

エフエム香川
- JOY-U・CLUB（2013年5月 -2015年7月 ）